# Nguyễn Minh Hiển
Nguyễn Minh Hiển (sinh ngày 1 tháng 2 năm 1948; quê quán: Xã Quang Trung, huyện Kiến Xương, tỉnh Thái Bình) là Phó Giáo sư, Tiến sĩ, chính trị gia Việt Nam. Ông nguyên Ủy viên Ban Chấp hành Trung ương Đảng Cộng sản Việt Nam khóa VIII, IX; nguyên Bộ trưởng Bộ Giáo dục và Đào tạo Việt Nam, nguyên hiệu trưởng Đại học Bách khoa Hà Nội, và là người được nhân vật bất đồng chính kiến Nguyễn Tiến Trung gửi bức thư gây tranh cãi của ông.
Năm 2006, ông Nguyễn Minh Hiển được Bộ giáo dục đào tạo cử đi du học tại Đại học London Metropolitan của Vương quốc Anh. Vụ việc này đã gây nhiều ý kiến phản đối của dư luận vì thời điểm đó ông Nguyễn Minh Hiển đã nghỉ hưu.